# Cattedrali in Iran

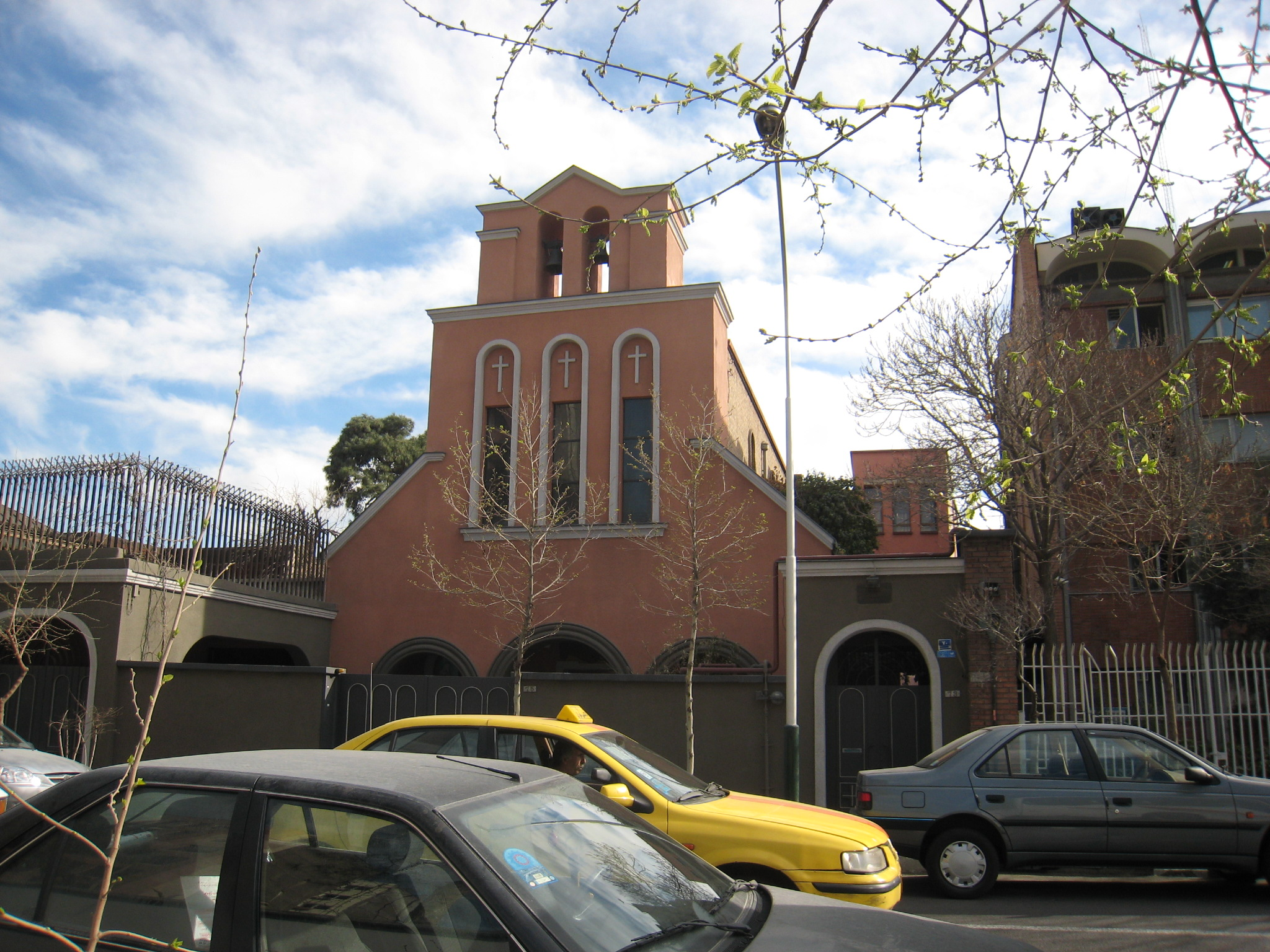
Cattedrale cattolica della Consolata a Teheran

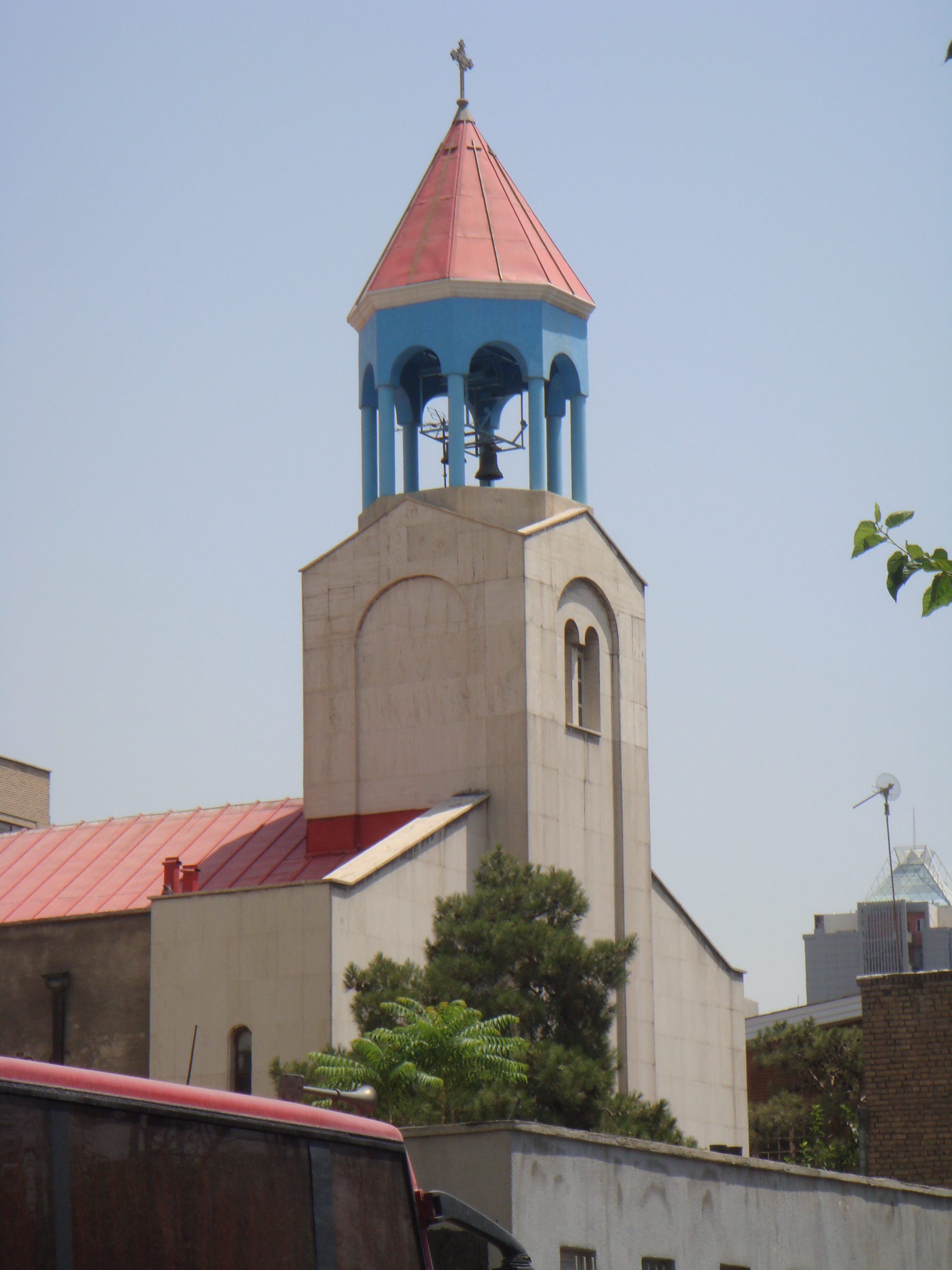
Cattedrale armeno-cattolica di San Gregorio l'Illuminatore, a Teheran

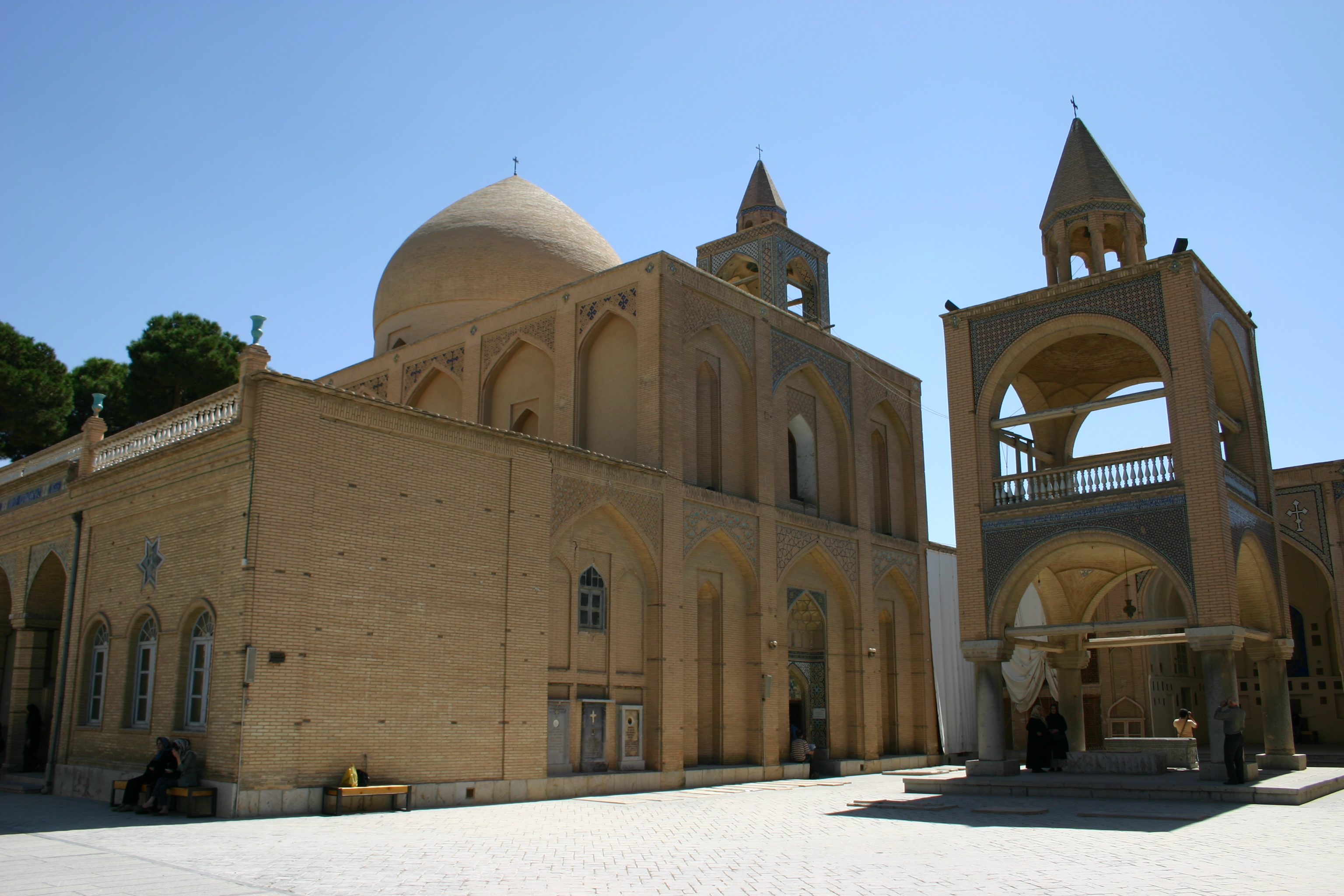
Cattedrale armena di Vank a Ispahan

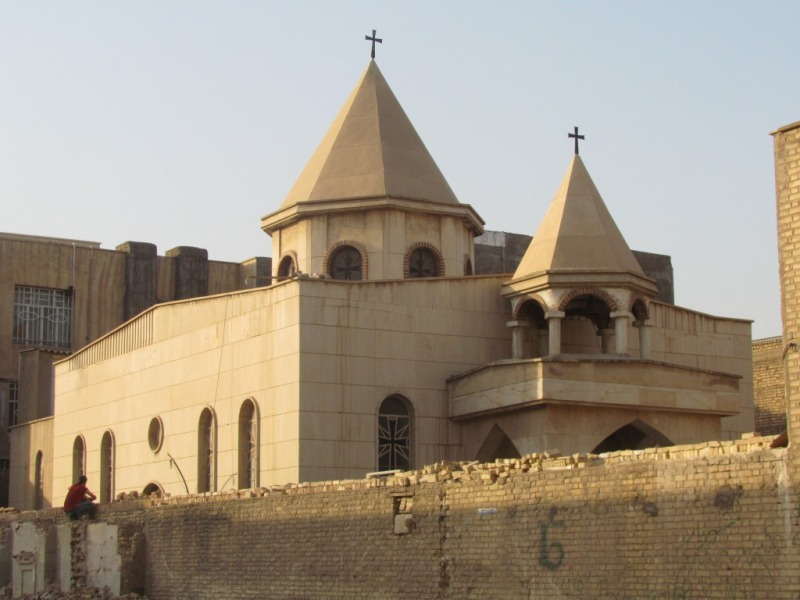
Cattedrale caldea di San Mesrop, ad Ahwaz

Questa è una lista delle cattedrali in Iran.

## Cattedrali cattoliche
| Cattedrale                                | Arcidiocesi o Diocesi          | Località |
| ----------------------------------------- | ------------------------------ | -------- |
| Cattedrale della Consolata                | Arcidiocesi di Teheran-Ispahan | Teheran  |
| Cattedrale di San Giuseppe                | Arcieparchia di Teheran        | Teheran  |
| Cattedrale di Santa Maria Madre di Dio    | Arcieparchia di Urmia          | Urmia    |
| Cattedrale di San Gregorio l'Illuminatore | Eparchia di Ispahan            | Teheran  |
| Cattedrale di San Mesrop                  | Arcieparchia di Ahwaz          | Ahwaz    |

## Cattedrale armena (Chiesa apostolica armena)
| Cattedrale         | Diocesi                        | Città   |
| ------------------ | ------------------------------ | ------- |
| Cattedrale di Vank | Arcieparchia armena di Ispahan | Ispahan |

## Cattedrale anglicana
| Cattedrale              | Diocesi                   | Città   |
| ----------------------- | ------------------------- | ------- |
| Cattedrale di San Paolo | Diocesi anglicana di Iran | Teheran |